# Шариц, Пол
Пол Джеффри Шариц (7 февраля 1943, Денвер, Колорадо — 8 июля 1993, Буффало, Нью-Йорк) — американский экспериментальный режиссер, видеохудожник. Представитель течения «структурального кинематографа» в американском киноавангарде, наряду с такими режиссерами, как Петер Кубелка, Джеймс Беннинг, Тони Конрад, Майкл Сноу, Эрни Гер и др.
Фильмы Пола Шарица в основном представляют собой бесконечные кинопетли, смонтированные из диапозитивов под экспериментальные саундтреки. Наибольшую известность приобрели его работы, в которых происходит быстрая смена контрастных по цвету кадров, так называемое «мерцающее кино».

## Жизнь и карьера
Пол Шариц родился в Денвере, штат Колорадо, и получил степень бакалавра искусств по направлению живописи в Школе Искусств Денверского университета, где стал протеже режиссера и теоретика кино Стэна Брэкиджа. Затем Шариц окончил Индианский университет в Блумингтоне, штат Индиана, со степенью магистра в визуальном дизайне.
В июле 1960 года Шариц женился на Фрэнсис Трухильо Никерк, в 1965 году у них родился сын Кристофер. В 1970 году пара развелась.
Впоследствии Шариц преподавал в Колледже искусств Мэрилендского института, Антиохийском колледже и Университете штата Нью-Йорк в Буффало (SUNY), куда его нанял Джеральд О’Грэйди вместе с Тони Конрадом и Холлисом Фрэмптоном.

## Творчество
Широкое признание Шариц получил в 1960-х благодаря серии «мерцающих фильмов», таких как «Ray Gun Virus», «Piece Mandala/End War», "N:O:T:H:I:N:G", «T,O,U,C,H,I,N,G» (с участием поэта Дэвида Фрэнкса) и "S:TREAM:S:S:ECTION:S:ECTION:S:S:ECTIONED". Его творчество 70-х годов является одним из предшественников современного искусства инсталляции. Исследователи отмечают, что кинокартины Шарица пронизывают темы насилия, одиночества, идентичности.
Киновед В. А. Мазин считает, что фильмы Шарица и других «структуралистов» деконструируют механизмы кинорепрезентации: «Подрыв кинематографического аппарата, вскрытие его иллюзионистского характера — вот что важно…[для структурального движения]. За образами кино — безобразное мерцание квадратов».
Так, 12-минутный короткометражный фильм Шарица "T,O,U,C,H,I,N,G", снятый в 1969 году воздействует на психику зрителя и вызывает у него сильные эмоциональные переживания благодаря визуальным и звуковым повторам: мерцающие кадры стремительно чередуются друг с другом под звуковую дорожку, где слово «уничтожить» (ориг. «destroy») повторяется снова и снова, пока, наконец, полностью не теряет своего значения и не производит впечатление иных различных комбинаций слов.
"T,O,U,C,H,I,N,G" был номинирован в «Двухнедельнике режиссёров» в Каннах как лучшая короткометражная картина в 1969 году.
Работы Пола Шарица хранятся в Anthology Film Archives и распространяются организацией The Film-Makers' Cooperative и кинодистрибьютором Canyon Cinema.

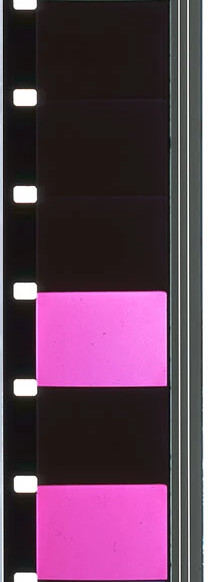
Фрагмент пленки из «мерцающего» фильма Шарица «N:O:T:H:I:N:G»

## Смерть
В конце 1980-х Шариц получил огнестрельное ранение в живот в местном баре. Он сам утверждал, что этот инцидент был случайностью и его ошибочно приняли за другого человека. Как следствие прохождения процесса восстановления от полученного ранения и переживания расставания со своей девушкой Лори, у Шарица появились периодические приступы депрессии.
В 1993 году Шариц тихо скончался в городе Буффало, штат Нью-Йорк. На мемориальном вебсайте, посвященном режиссеру, Кристофер Шариц предполагает, что его отец мог страдать биполярным расстройством.

## Фильмография
- Wintercourse (1962)
- Ray Gun Virus (1966)
- Unrolling Event (Fluxfilm) (1966)
- Wristtrick (Fluxfilm) (1966)
- Dots 1 & 2 (Fluxfilm) (1966)
- Sears Catalogue (Fluxfilm) (1966)
- Word Movie (Fluxfilm 29) (1966)
- Piece Mandala/End War (1966)
- Razor Blades (1965-68)
- N:O:T:H:I:N:G (1968)
- T,O,U,C,H,I,N,G (1968)
- S:TREAM:S:S:ECTION:S:ECTION:S:S:ECTIONED (1968-71)
- Inferential Current (1971)
- Sound Strip/Film Strip (1971)
- Axiomatic Granularity (1972-73)
- Damaged Film Loop/The Forgetting of Impressions and Intentions (1973-74)
- Synchronousoundtracks (1973-74)
- Color Sound Frames (1974)
- Vertical Contiguity (1974)
- Analytical Studies III: Color Frame Passages (1973-74)
- Apparent Motion (1975)
- Shutter Interface (1975)
- Analytical Studies I: The Film Frame (1971-76)
- Analytical Studies II: Un-Frame-Lines (1971-76)
- Analytical Studies IV: Blank Color Frames (1975-76)
- Dream Displacement (1976)
- Epileptic Seizure Comparison (1976)
- Tails (1976)
- Declarative Mode (1976-77)
- Episodic Generation (1978)
- 3rd Degree (1982)
- Bad Burns (1982)
- Brancusi’s Sculpture Ensemble at Tirgu Jiu (1977-84)
- Figment I: Fluxglam Voyage in Search of the Real Maciunas (1977-86)
- Rapture (1987)